# Microcytherura hornibrooki
Microcytherura hornibrooki är en kräftdjursart som först beskrevs av McKenzie 1967.  Microcytherura hornibrooki ingår i släktet Microcytherura och familjen Cytheridae. Inga underarter finns listade i Catalogue of Life.